# Front Wołyński
Front Wołyński – związek operacyjny Wojska Polskiego utworzony w trakcie wojny polsko-ukraińskiej rozkazem Wodza Naczelnego gen. Józefa Piłsudskiego z 30 marca 1919. Rozwiązany 2 czerwca, reaktywowany 27 lipca.

## Historia
Działania polskie na Wołyniu stanowiły przedłużenie działań na froncie wschodniogalicyjskim, a zatem były mniej ważne. Podejmowała je dwutysięczna grupa Chełm pod dowództwem gen. ppor. Majewskiego, zastąpionego przez gen. ppor. Śmigłego. Początkowo miała bronić linii Bugu, lecz potem podjęła ofensywę i 24 stycznia 1919 zdobyły Włodzimierz Wołyński a 3 lutego Kowel. Następne działania przeciwko wciąż wzmacnianemu przeciwnikowi podjął ppłk. Leopold Lis-Kula, którego grupa taktyczna w dniach 1–2 marca, 5–6 marca i 7 marca uderzyła na Ukraińców, pokonując ich, lecz sam podpułkownik poległ podczas ostatniego natarcia. Wówczas dowództwo polskie postanowiło zespolić grupy Chełm i Bug w nowy związek operacyjny. Rozkazem NDWP z 30 marca 1919  powołano dowództwo Frontu Wołyńskiiego. Dowódcą frontu został gen. Aleksander Karnicki.

### Operacja małopolsko-wołyńska
Mimo reorganizacji działania wojsk polskich na terenie Wołynia straciły rozmach. Wiązało się to większym zaangażowaniem WP na terenie wschodniej Galicji oraz ACzURL w walce z bolszewikami. W związku z tym do 14 maja stały one na pozycjach: Maniewicze-Włodzimierz Wołyński-Rawa Ruska, kiedy to miały wziąć udział w rozstrzygającej operacji małopolsko-wołyńskiej, pod dowództwem gen. por. Józefa Hallera. Grupa gen. Babiańskiego miała prowadzić działania osłonowe na Łuck i Styr, a następnie na linii Równe-Sarny, a płk Minkiewicza wesprzeć uderzenia na Buczacz i Krasne.
Jednak na skutek komplikacji związanych z użyciem jednostek armii generała Hallera postanowiono 1 DSP przerzucić na strefę między Łuckiem a Galicją, lecz nie zdążono i oddziały gen. Babiańskiego ruszyły na wyznaczone cele, zdobywając w końcu maja przyczółek w Łucku nad Styrem. Została wtedy też wsparta siłami 3 DPLeg. i I BP (z b. Armii Polskiej we Francji) i z początkiem czerwca zespolona z ND Wschód we Front Galicyjsko-Wołyński.

### Reaktywacja

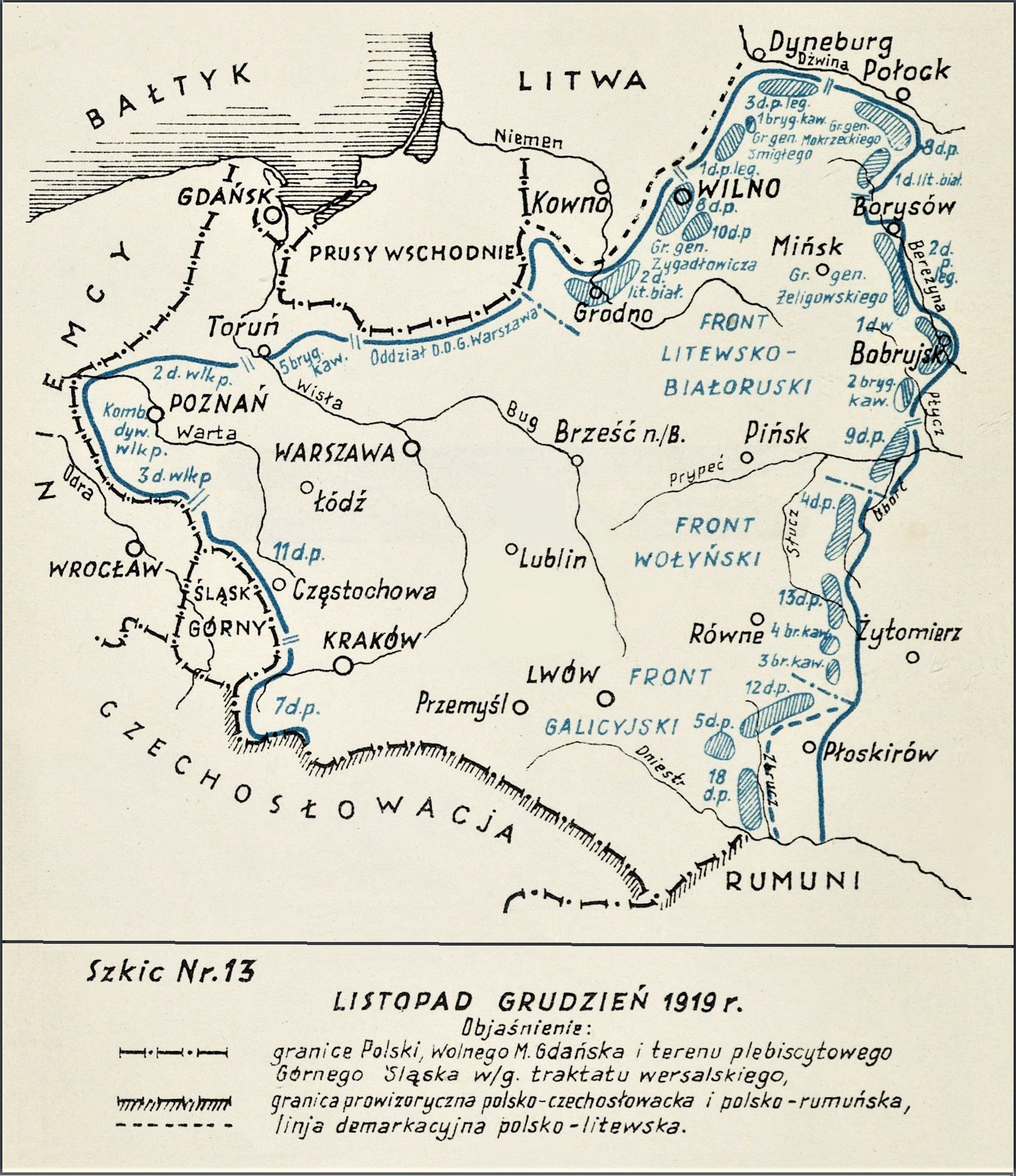
Adam Przybylski,
Wojna Polska 1918–1921

W związku z przygotowaniami do podjęcia ofensywy na Wołyniu, 23 lipca 1919  Front Galicyjsko-Wołyński został podzielony na dwa samodzielne fronty: Galicyjski gen. Wacława Iwaszkiewicza i Wołyński gen. Antoniego Listowskiego.
Już 8 sierpnia z Brodów 4 DP uderzyła na Krzemieniec i Dubno 9 sierpnia zdobywając je. Wtedy 1 DSP po walkch pod Klewaniem i Równem w nocy z 12 na 13 sierpnia zdobyła twierdzę w tym mieście. W tym czasie grupa Zygadłowicza zajęła Sarny. Do 16 sierpnia siły Frontu osiągnęły linię Ostróg-Horyń-Tuczyn-Bereźno-Klesów-Słucz i nawiązały kontakt z 9 DP. Następnie IV BJ zdobyła Rokitno, po czym nastąpił czasowy zastój w działaniach wojennych. W tym czasie w październiku naprzeciwko wojsk Listowskiego stanęła biała armia Denikina, niedługo potem wyparta przez bolszewików, w grudniu wysunięto forpoczty nad Słucz.
7 marca 1920 został wydany rozkaz o likwidacji dowództw frontów. Józef Piłsudski nakazał, aby z dniem 1 kwietnia 1920 wszystkie dowództwa frontu zostały skasowane, a w oparciu o ich dowództwa powstały dowództwa armii. Na mocy tego rozkazu dotychczasowe dowództwo Frontu Podolskiego zostało przekształcone w dowództwo 2 Armii pozostającej pod dowództwem gen. ppor. Listowskiego.

## Organizacja armii
Początkowy skład:
- grupa Chełm
- grupa Bug
- 3 Dywizja Piechoty Legionów

Front liczył 18 tysięcy oficerów i żołnierzy (marzec/czerwiec 1919).
20 stycznia 1920 roku
- Kwatera Główna Frontu Wołyńskiego
- 4 Dywizja Piechoty
- 13 Dywizja Piechoty
- III Brygada Jazdy
- IV Brygada Jazdy
- 2 baon Wojsk Kolejowych
- II Grupa Lotnicza
- I Lubelski batalion etapowy
- II Lubelski batalion etapowy
- I Łódzki batalion etapowy
- II Łódzki batalion etapowy
- kompania telegraficzna ciężka nr II
- pluton specjalny nr I/2
- stacja radiotelegraficzna polowa nr 4
- stacja Hughesa
- stacja Hughesa przy Dowództwie Okręgu Etapowego

## Obsada personalna dowództwa
Dowódcy armii
- gen. por. Aleksander Karnicki (III – VI 1919)
- gen. ppor. Antoni Listowski (VII 1919 – III 1920 → dowódca 2 Armii)

Oficerowie
- szef sztabu – ppłk SG Marian Przewłocki (III 1919 – III 1920)
- szef łączności frontu – kpt. Zygmunt Grudziński
- szef telegrafii frontu – por. Roman Szczerbowski